# Гневушев, Александр Фёдорович
Александр Фёдорович Гневушев (10 [22] сентября 1889, село Русская Цильна, Симбирский уезд, Симбирская губерния, Российская империя — 28 апреля 1930 года, Ульяновск, Ульяновская область, РСФСР, СССР) — священнослужитель Русской православной церкви, пресвитер. Прославлен в лике святых Русской православной церкви в 2004 году как священномученик. Память святого — 15 апреля по юлианскому календарю (28 апреля по новому стилю), 21 мая (3 июня) в Соборе Симбирских святых и в Соборе новомучеников Российских.

## Биография
Александр Гневушев родился 23 сентября 1889 года в селе Русская Цильна Симбирской губернии, в семье священника.
В 1912 году окончил Симбирскую духовную семинарию и служил псаломщиком в храме родного села. 9 марта 1914 года хиротонисан во иерея и был определён настоятелем церкви Рождества Христова села Алейкино Симбирского уезда. В январе 1920 года переведён служить в храм села Кият Буинского уезда, однако спустя месяц переведён в свой прежний храм. 20 июля 1921 года по просьбе жителей села Комаровка, соседнего с Алейкиным, отец Александр переведён в Михаило-Архангельский храм этого села. В 1923 году священник Гневушев вновь был переведён в церковь Рождества Христова села Шумовка Симбирского уезда. Здесь у отца Александра возник конфликт с частью прихожан-обновленцев, и он был вынужден уйти за штат. В июле 1925 года новый епископ Виссарион (Зорин) назначил отца Александра настоятелем Пятницкого храма в селе Бряндино Мелекесского района Самарской губернии.
В январе 1930 году местные члены «Союза воинствующих безбожников» пришли к отцу Александру, чтобы снять с церкви колокола и «раскулачить» священника Гневушева. Имущество священника активисты забрали, однако колокола общине храма удалось отстоять. В начале февраля отец Александр уехал в Ульяновск, а в селе начались аресты прихожан, защищавших церковное имущество. Священник Гневушев был объявлен в розыск и 22 (или 23) февраля 1930 года арестован. Александру Гневушеву было предъявлено обвинение в том, что он «является руководителем кулацкой группы, систематически срывавшей мероприятия советской власти, которая вела злостную антисоветскую агитацию и распространяла провокационные слухи». 15 апреля 1930 года Особой тройкой при Полномочном представительстве ОГПУ был признан виновным по статье 58-й Уголовного кодекса РСФСР и приговорён к расстрелу. Приговор был приведён в исполнение 28 апреля 1930 года.

## Канонизация
17 августа 2004 года постановлением Священного синода РПЦ священник Александр Гневушев по представлению Симбирской епархии был причислен к лику святых новомучеников и исповедников Российских. Был установлен день его памяти — 15 (28) апреля.

## Память
23 сентября 2014 года в с. Бряндино состоялось чествование памяти священномученника Александра Гневушева пресвитера Бряндинского. Состоялось торжественное открытие мемориальной доски на доме, где с 1925 г. по 1930 г. проживал священномученник. Возле креста  в сельском парке была заложена аллея памяти Александра Гневушева.
30 января 2015 года в честь сщмч. Александра Гневушева в селе Бряндино открыта Молитвенная комната.
5 сентября 2016 года, в селе Бряндино, состоялась установка купола и креста на здание, где он жил, в котором будет храм священномученика Александра Гневушева, пресвитера Бряндинского.
23 сентября 2019 года открылись торжества, посвящённые 130-летнему юбилею со дня рождения священномученика Александра Гневушева, пресвитера Бряндинского.
23 сентября 2020 года в селе Бряндино Чердаклинского района Ульяновской области состоялось Великое освящение храма в честь священномученика Александра Гневушева — пресвитера Бряндинского, в котором приняли участие кадеты Казачьего кадетского корпуса им. генерал-майора В. В. Платошина Димитровградского технического колледжа. Богослужение возглавил Преосвященнейший Диодор, Епископ Мелекесский и Чердаклинский.